# Yacimientos Carboníferos Fiscales
Yacimientos Carboníferos Fiscales (YCF) fue una empresa pública argentina que funcionó desde 1958 hasta el momento de su privatización en 1994. Se encargaba de la explotación, transporte y comercialización del carbón del Yacimiento Río Turbio. Sus funciones fueron asumidas por la empresa Yacimientos Carboníferos Río Turbio creada tras la privatización.

## Historia

### Antecedentes
En 1870, durante la presidencia de Sarmiento, se sancionó la Ley 448, que impulsaba la exploración de yacimientos de carbón mineral económicamente viables, con el fin de dar respuesta a la creciente demanda surgida de la expansión de los ferrocarriles.
En 1877, un equipo liderado por Francisco Pascasio Moreno descubrió un yacimiento en cercanías del lago Argentino, que quedó registrado como el primer yacimiento documentado en la provincia de Santa Cruz.
En 1936 la Dirección General de Yacimientos Petrolíferos Fiscales inició la exploración de la zona suroeste de la provincia, en el marco de una serie de estudios geológicos destinados a documentar posibles reservas de petróleo. Durante esa exploración se registraron los afloramientos carboníferos del yacimiento Río Turbio.

### Origen de la empresa
Con inicio de la Segunda Guerra Mundial, los países involucrados en el conflicto modificaron su estructura de exportaciones y Argentina se vio afectada por el desabastecimiento de carbón, un producto importado, y del que dependía para la generación eléctrica, los ferrocarriles, altos hornos y la mayoría de las industrias.
En ese momento, la solución más rápida para enfrentar esta situación consistió en la conversión de la mayor parte de las calderas para que pudieran utilizar fuel oil, maderas e incluso granos.
El 27 de mayo de 1941, por Resolución del Directorio de Y.P.F. (Yacimientos Petrolíferos Fiscales), se crea la División Carbón Mineral, que toma a su cargo el estudio de los carbones nacionales y su explotación. Poco después, en 1943, se crea la Dirección Nacional de la Energía y dos años más tarde surge la Dirección General de Combustibles Sólidos Minerales. En una primera etapa se realizó la apertura de la llamada "Mina 1" en Río Turbio. La mina era explotada con técnicas manuales y desde allí el carbón era transportado en camiones hacia Río Gallegos.
Tras el fin de la guerra, la importación de carbón se normalizó. Sin embargo, las tempranas discrepancias entre los EE. UU. y la Unión Soviética hicieron que el mundo entero se preparara para un nuevo e inevitable conflicto global. Esa posibilidad representaba un enorme riesgo para la industria nacional que aún dependía del carbón extranjero. Por ello la explotación de yacimientos en suelo argentino se convirtió en una política de Estado.

### Formación de YCF

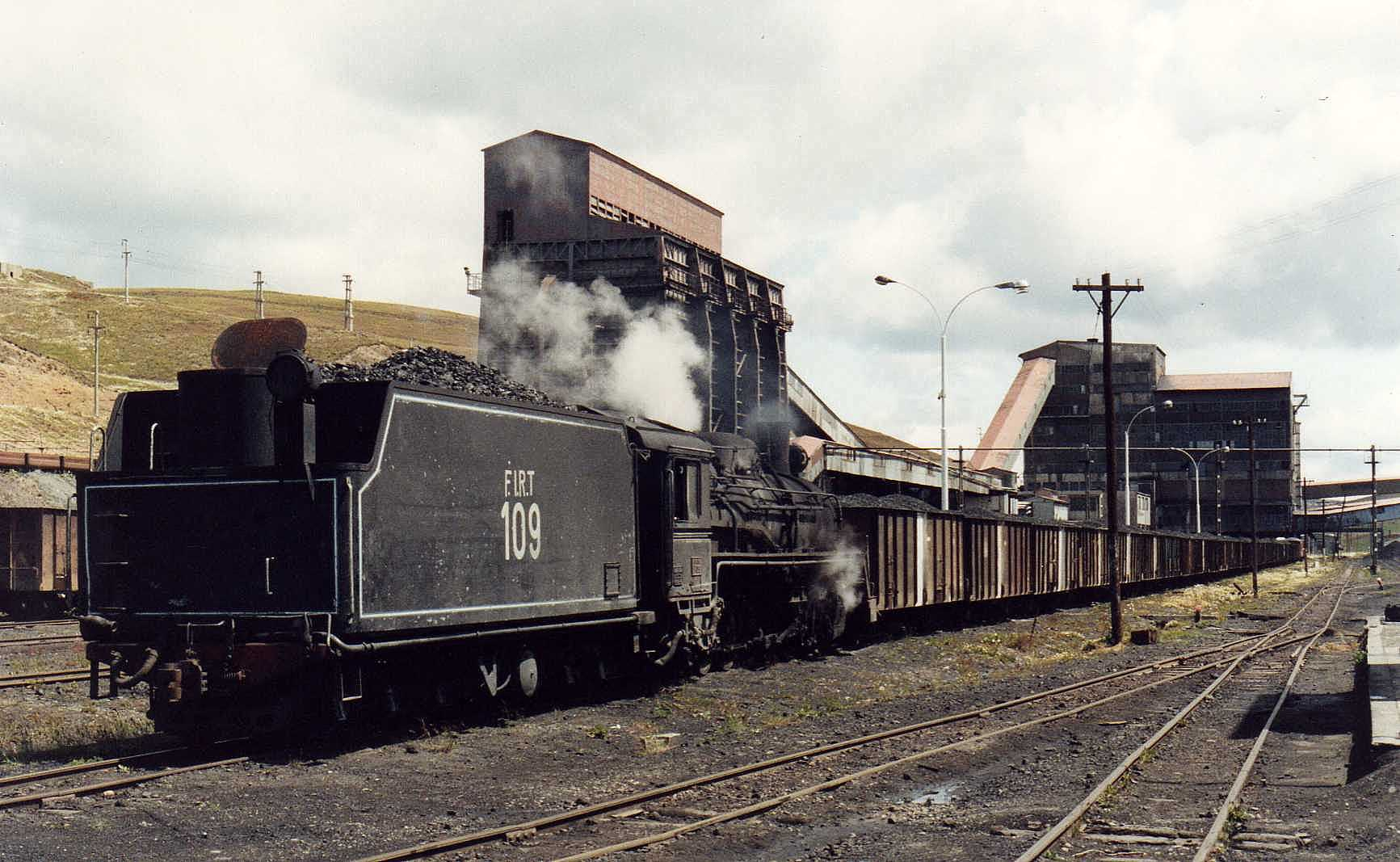
Locomotora N.º 109 maniobrando un tren carbonero en Río Turbio, alrededor de 1996. Nótense las marcas FIRT, (Ferrocarril Industrial Río Turbio).

Uno de los principales inconvenientes del yacimiento de Río Turbio era el transporte de carbón desde la mina hasta Río Gallegos, ya que los camiones a vapor consumían una buena parte del carbón que transportaban durante el trayecto. Es por eso que se decidió la construcción de un tendido ferroviario desde el yacimiento hasta el puerto de embarque.
En 1947 comenzó la extracción en la "Mina 2" y en 1950 se abrió la "Mina 3". Aquel año se inauguró una planta depuradora y se inició la construcción del ramal ferroviario entre Río Turbio y Río Gallegos. La descarga de los materiales comenzó en mayo de 1950 y debió hacerse sobre la misma playa de Río Gallegos, ya que en ese entonces la ciudad aún no tenía puerto. Debido al clima patagónico, todas las obras debieron hacerse durante los meses de octubre a abril. En el año 1951, el gobierno de Juan Domingo Perón puso en producción las Minas 1, 2 y 3, cuyo carbón sería transportado hasta la costa atlántica por el recién inaugurado ferrocarril Río Turbio - Río Gallegos.
El 24 de mayo de 1951, se procedió a la inauguración provisional del Ramal Ferro Industrial "Eva Perón" (luego Ramal Ferro-Industrial Río Turbio), y se construyó un muelle provisorio de madera con sus instalaciones mecánicas, que fue ampliado y mejorado. Las obras concluyeron en 1956.
Finalmente, el 6 de agosto de 1958, mediante el decreto presidencial 3686, se creó la empresa Y.C.F. (Yacimientos Carboníferos Fiscales), sustituyendo de esta forma a la División Carbón Mineral de YPF, que hasta ese momento se había encargado de la explotación de las minas.
La producción fue en aumento hasta 1979, cuando se dio el punto máximo de producción, con 1.400.000 t de producción bruta y 700.000 t de producción depurada, debido a las mejoras incorporadas en la etapa de extracción.

### Últimos años
La comercialización alcanzó su punto máximo en 1972 con 570.000 toneladas vendidas siendo reemplazado paulatinamente como fuente generadora de electricidad en favor de la generación hidroeléctrica y nuclear. Para 1975 alcanzaría las 732.000 toneladas de carbón extraído de las cuales se exportaban más de 300 mil principalmente a Europa, generando alrededor de 20 mil empleos directos e indirectos en la Patagonia.
Luego de 1979 la empresa entraría en una etapa de pocas inversiones, deteriorándose las maquinarias y la infraestructura, incidiendo negativamente en la producción y provocando una crisis. Sin embargo, la situación atravesada por Río Turbio no era particular, ya que la mayoría de las minas de carbón en el mundo padecían una agonía similar: en Chile se habían cerrado todas, y en el Reino Unido habían sufrido un duro golpe con la llegada al poder de Margaret Thatcher.
Entre los años 1965 y 1990, la empresa vendía un 76,4% de la producción. La concesión que una década más tarde sería objeto de investigación fue entregada al grupo Taselli, del empresario mendocino Sergio Taselli allegado al exministro de Obras Públicas Rodolfo Terragneo la compañía privada recibió un subsidio estatal de 22,5 millones de pesos-dólares durante 10 años y un contrato de provisión de carbón a la usina térmica de San Nicolás. A su vez, según el contrato de privatización esta central (de la norteamericana AES) debía pagar por el carbón de Río Turbio un 20% más que el valor internacional. En agosto de 2001, la Nación dejó de girar el subsidio y la central de San Nicolás interrumpió sus compras de carbón. En enero de 2002, el Grupo Taselli abandonó la concesión y en mayo la empresa se declaró en convocatoria de acreedores. El empresario Sergio Taselli fue sometido a juicio acusado de presunta defraudación por administración fraudulenta con el agravante de haber sido cometidos en perjuicio del Estado o de la administración pública.
En mayo de 2002 ante la crisis de la empresa el gobierno de Eduardo Duhalde decidió su intervención a fin de evitar la quiebra. y la interconectó al sistema eléctrico nacional. La central generará 240 megavatios de energía a partir del carbón proveniente del yacimiento Río Turbio y  gas natural. La inversión total para el desarrollo de la central asciende a los 700 millones de dólares.